# Digonocryptus niger
Digonocryptus niger là một loài tò vò trong họ Ichneumonidae.